# Tsvetnoi (Calmúquia)
|  | Per a altres significats, vegeu «Tsvetnoi». |

Tsvetnoi (en rus: Цветной) és un poble (un possiólok) de Calmúquia, a Rússia, segons el cens del 2010 tenia 49 habitants. Pertany al districte municipal de Priiútnoie.